# Raphidia armeniaca
Raphidia armeniaca là một loài côn trùng trong họ Raphidiidae thuộc bộ Raphidioptera. Loài này được Hagen miêu tả năm 1867.